# ستيف كوجان
ستيف كوجان (بالإنجليزية: Steve Coogan)‏ مواليد 14 أكتوبر 1965 في مانشستر الكبرى، لانكشير، إنجلترا، هو ممثل إنجليزي بدأ مسيرته الفنية عام 1989. هو أيضا كاتب سيناريو.

## الأعمال

### أفلام
- حول العالم في 80 يومًا
- ليلة في المتحف
- ماري أنطوانيت
- الرعد الاستوائي
- الرجال الآخرون
- مرمادوك
- أنا الحقير 2
- فيلومينا
- الحياة السرية للحيوانات الأليفة

## روابط خارجية
- ستيف كوجان على موقع IMDb (الإنجليزية)
- ستيف كوجان على موقع روتن توميتوز (الإنجليزية)
- ستيف كوجان على موقع قاعدة بيانات الأفلام العربية
- ستيف كوجان على موقع ألو سيني (الفرنسية)
- ستيف كوجان على موقع ميوزك برينز (الإنجليزية)
- ستيف كوجان على موقع ميوزك برينز (الإنجليزية)
- ستيف كوجان على موقع تيرنر كلاسيك موفيز (الإنجليزية)
- ستيف كوجان على موقع أول موفي (الإنجليزية)
- ستيف كوجان على موقع بوكس أوفيس موجو (الإنجليزية)
- ستيف كوجان على موقع قاعدة بيانات الأفلام السويدية (السويدية)